# Grafschaft Reckheim

Grafschaft Reckheim

Die Grafschaft Reckheim (bis 1623 Herrschaft)  (niederländisch: Rijksgraafschap Rekem) war ein Territorium im Heiligen Römischen Reich gelegen im heutigen Belgien mit dem Hauptort Rekem.

## Bestandteile
Zu dem bescheidenen Herrschaftsbereich gehörten außer dem Landstädtchen Reckheim das Dorf Boorsem mit Kotem, das Dorf Uikhoven sowie der Weiler Wezet (bestehend aus Bovenwezet und Daalwezet) und einige andere Wohnplätze.

## Geschichte
Das Gebiet lag auf dem linken Ufer der Maas nördlich von Maastricht umgeben vom Hochstift Lüttich. Es sind 25 Grundherren bekannt, bevor Reckheim 1623 Reichsgrafschaft wurde. Der erste bekannte Burgherr war der nach seinem Besitz benannte Arnold van Redekem (1108–1133). Um 1140 stiftete Gijsbert I. van Bronckhorst dem Prämonstratenserinnen-Kloster in Rekem ein Armenhaus. Die bedeutendsten und am längsten hier ansässigen Familien waren die Familien von Bronckhorst (1134–1312), von Sombreffe (1397–1504) und von Aspremont-Lynden (1590–1794).
Im Jahre 1564 gelangte die Herrschaft durch Heirat an Johann Quadt, Herr zu Wickrath. Im Jahr 1590 ging sie durch Tausch in den Besitz von Hermann von Lynden über. Seine Nachkommen wurden 1676 Reichsgrafen von Aspremont-Lynden, unter Bezug auf eine angebliche (jedoch auf Fälschung beruhende) Abstammung von den im 14. Jahrhundert erloschenen Grafen von Apremont.

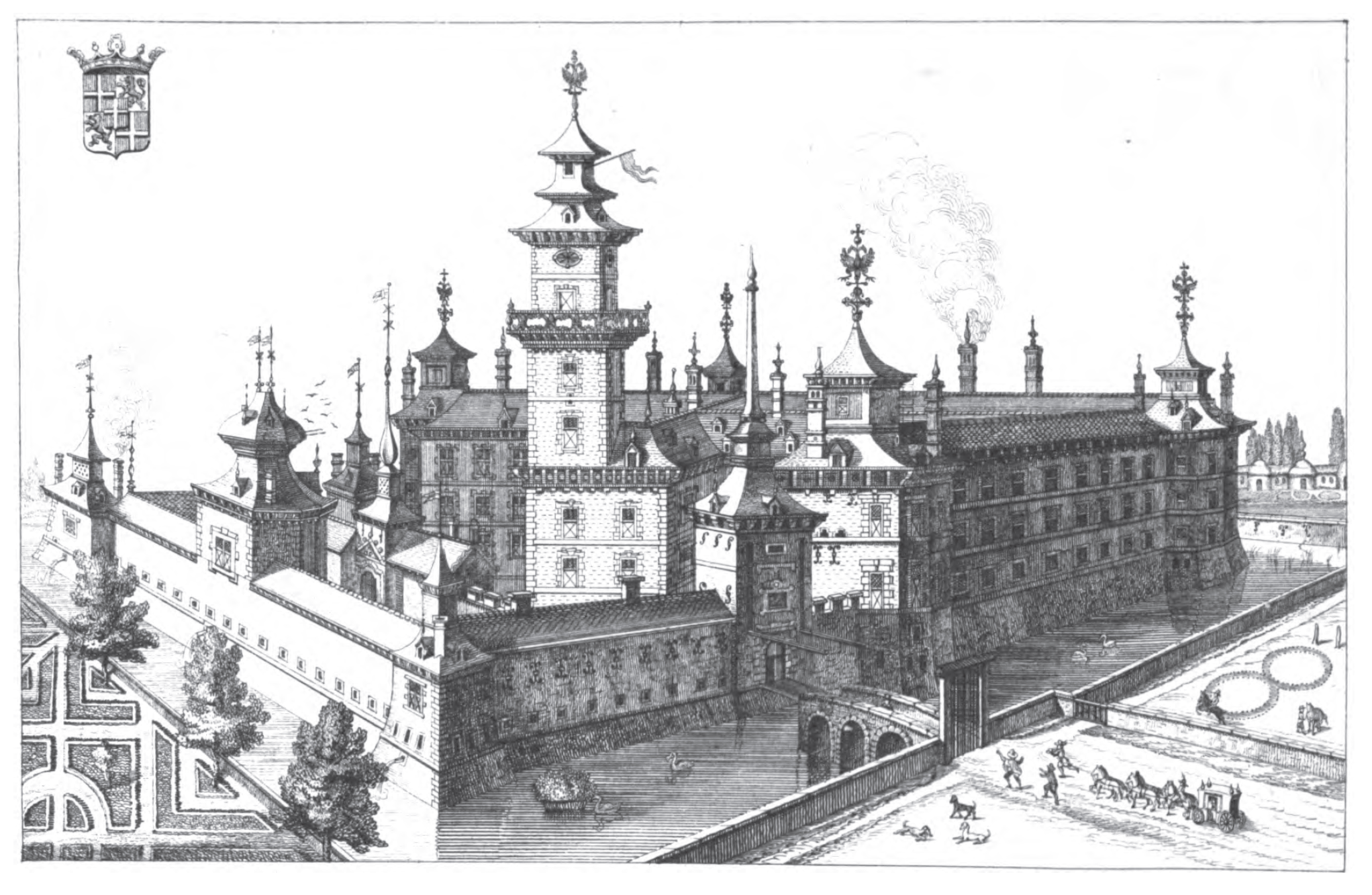
Schloss Reckheim (Rekem), 1626

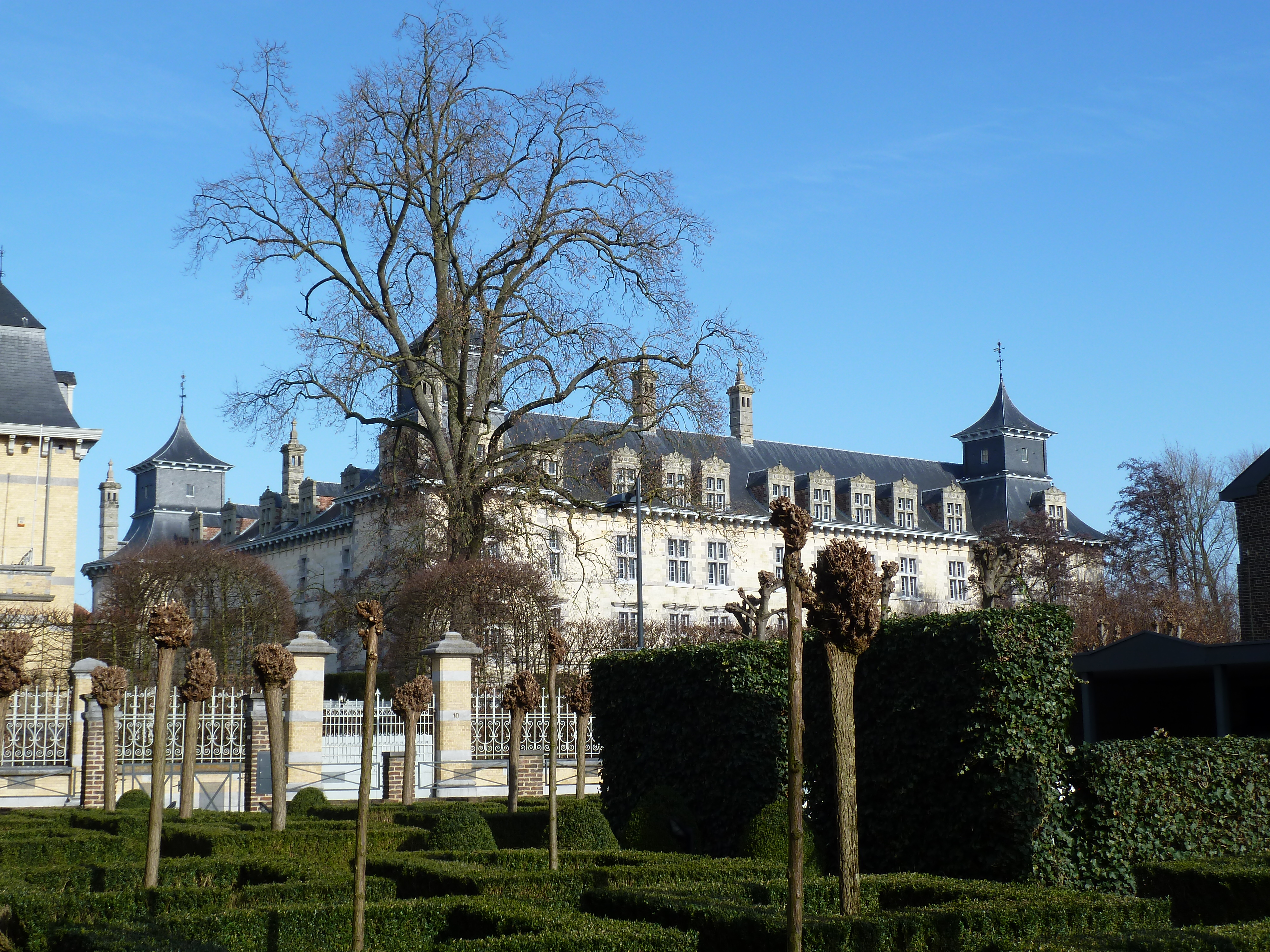
Schloss Rekem heute

Die Herrschaft bestand aus drei Kirchdörfern. Im gleichnamigen Hauptort befand sich das Schloss. Das Gebiet hatte im 18. Jahrhundert eine Größe von 1,5 km² und eine Einwohnerzahl von 1500 Personen.
Im Jahr 1623 wurde die Herrschaft zur Reichsgrafschaft erhoben. Sie gehörte seither dem Niederrheinisch-Westfälischen Reichskreis und ihre Besitzer dem westfälischen Reichsgrafenkollegium an.
Am Ende des 18. Jahrhunderts wurde die Grafschaft 1793 im Zuge der Koalitionskriege von Frankreich besetzt. Graf Johann Nepomuk Gobert von Aspremont-Lynden wurde mit dem Kloster Baindt in Württemberg und einer Rente entschädigt. 1815 wurde das Gebiet Teil der Niederlande und fiel 1831 an Belgien.

## Grafen von Reckheim
| Regierungsjahre | Name                 | geboren           | gestorben              | Familienverhältnis |
| --------------- | -------------------- | ----------------- | ---------------------- | ------------------ |
| 1623–1636       | Ernst                | 1583              | 24. August 1636        | Sohn von Hermann   |
| 1636–1665       | Ferdinand            | 1611/1615         | 24. August 1665, Rekem | Sohn               |
| 1665–1708       | Ferdinand Gobert     | 1643/1645         | 1708                   | Sohn               |
| 1708–1720       | Joseph Gobert        | 2. Februar 1694   | 4. März 1720           | Sohn               |
| 1720–1749       | Karl Gobert Franz    | 21. November 1703 | 24. November 1749      | Bruder             |
| 1749–1795       | Johan Nepomuk Gobert | 23. August 1732   | 16. April 1805         | Sohn               |